# André Bisson (professeur)
Pour les articles homonymes, voir André Bisson et Bisson.
André Bisson (né le 7 octobre 1929 à Trois-Rivières et mort le 25 novembre 2019 à Montréal), O.C., M.B.A., D.h.c., est un gestionnaire et professeur québécois.

## Biographie
Il a fait ses études à l'Université Harvard.
Il a été directeur et professeur en administration des affaires à l'Université Laval. Il a aussi été directeur de l'Institut des banquiers canadiens ainsi que directeur général et de la Banque Scotia (Banque de la Nouvelle-Écosse).
Il a œuvré au sein de nombreux conseils d'administration tels que ceux de l'Hôpital Notre-Dame, de l'Université de Montréal et de Centraide.

## Honneurs
- 1982 - Membre de l'Ordre du Canada
- 1982 - Médaille Gloire de l'Escolle
- 1988 - Prix Hermès
- 1992 - Ordre des francophones d'Amérique
- 1996 - Officier de l'Ordre du Canada